# Ambloplites
Ambloplites is een geslacht van zoetwatervissen uit de familie van de zonnebaarzen (Centrarchidae) en de orde Perciformes. De soorten uit dit geslacht worden ook wel steenbaarzen (in het Engels rotsbaarzen) genoemd. De geslachtsnaam Ambloplites is afgeleid van het Griekse αμβλύς (stomp) en οπλίτης (schilddragend).

## Kenmerken
Er zijn vier soorten; de maximale varieert van 30 tot 43 cm en het maximum gewicht tussen 450 en 1400 gram.

## Verspreiding en leefgebied
De soorten komen voor in Noord-Amerika in het stroomgebied van de rivieren die uitkomen op de Hudsonbaai en het meer stroomafwaartse deel van het stroomgebied  van de Mississippi.

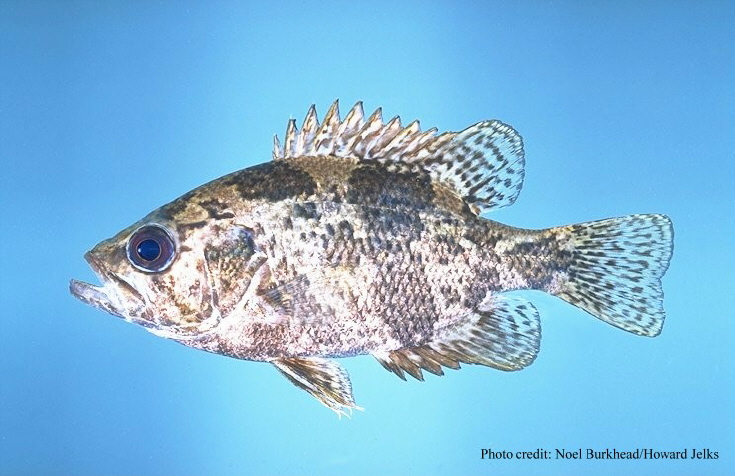
Ambloplites ariommus
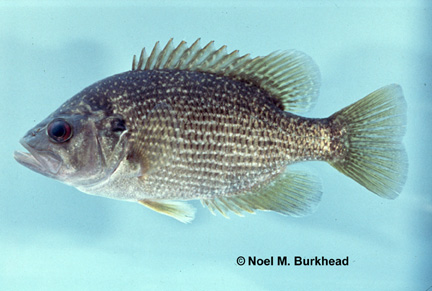
Ambloplites cavifrons
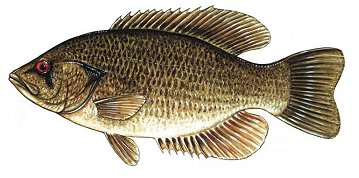
Ambloplites rupestris

## Soortenlijst[1]
- Ambloplites ariommus Viosca, 1936
- Ambloplites cavifrons Cope, 1868 (staat als kwetsbaar op de Rode Lijst van de IUCN)
- Ambloplites constellatus Cashner & Suttkus, 1977
- Ambloplites rupestris (Rafinesque, 1817) – Steenbaars